# Carex spissa
Carex spissa är en halvgräsart som beskrevs av Liberty Hyde Bailey och William Botting Hemsley. Carex spissa ingår i släktet starrar, och familjen halvgräs.

## Underarter
Arten delas in i följande underarter:
- C. s. seatoniana
- C. s. spissa

## Bildgalleri

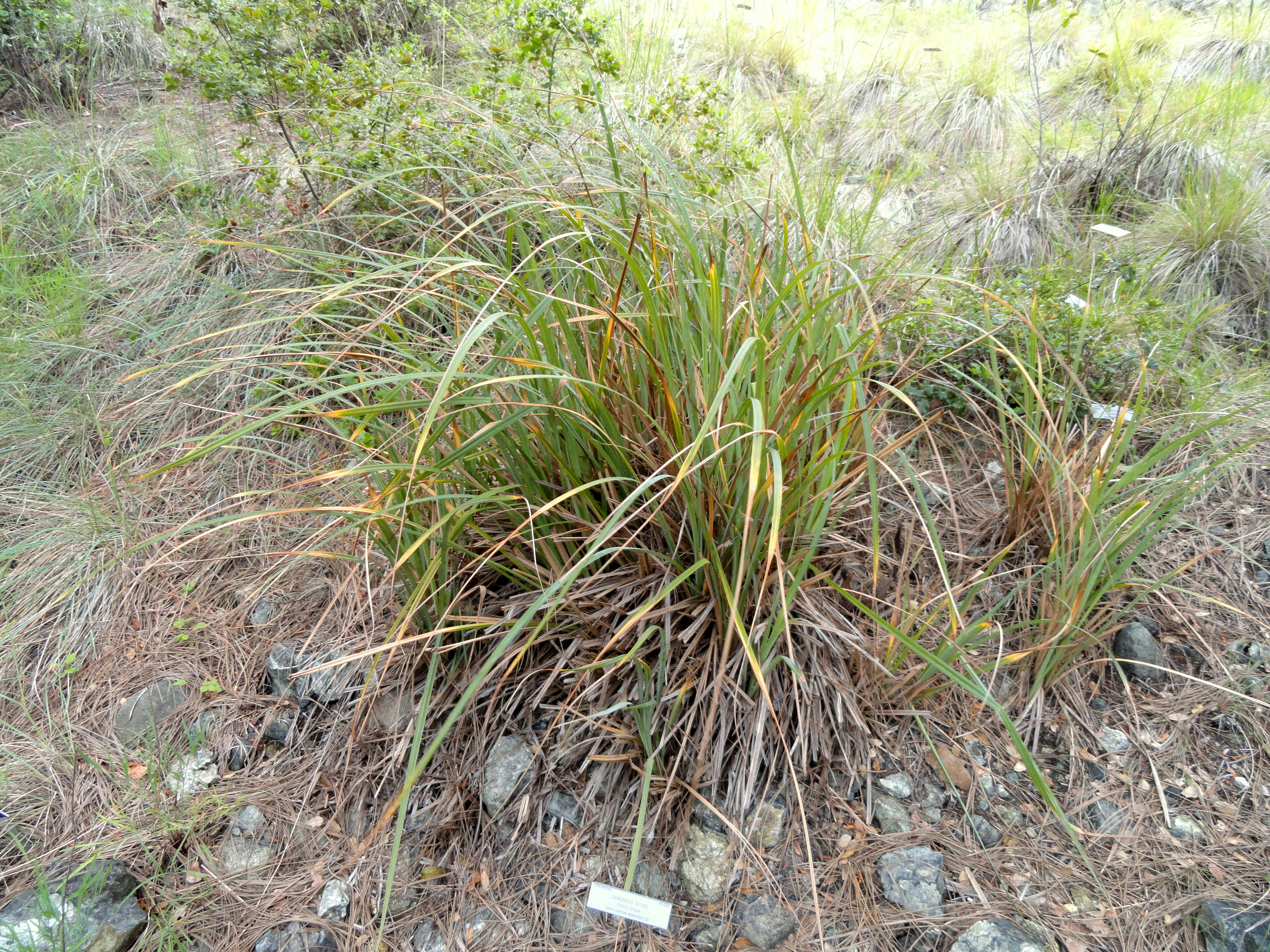
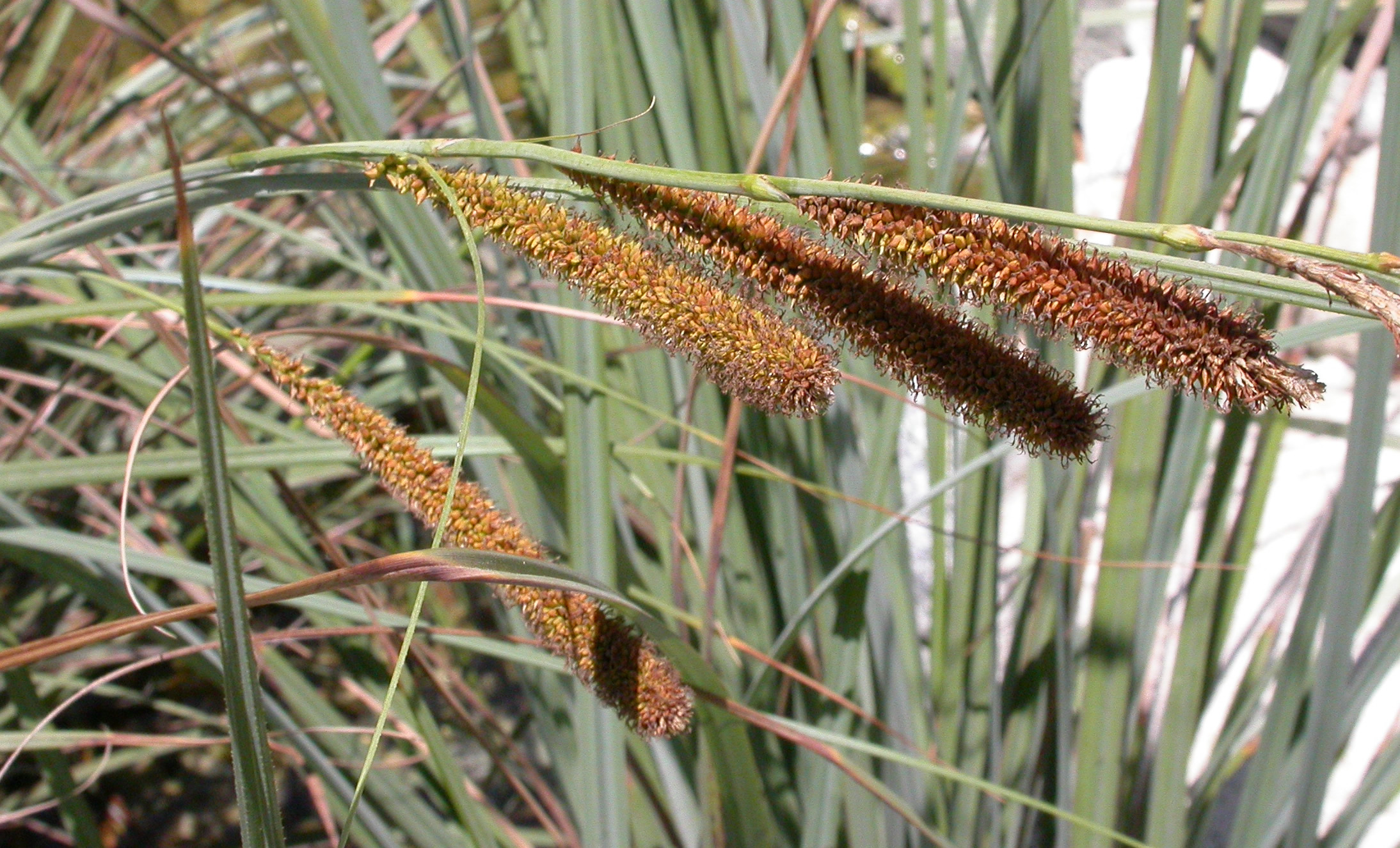
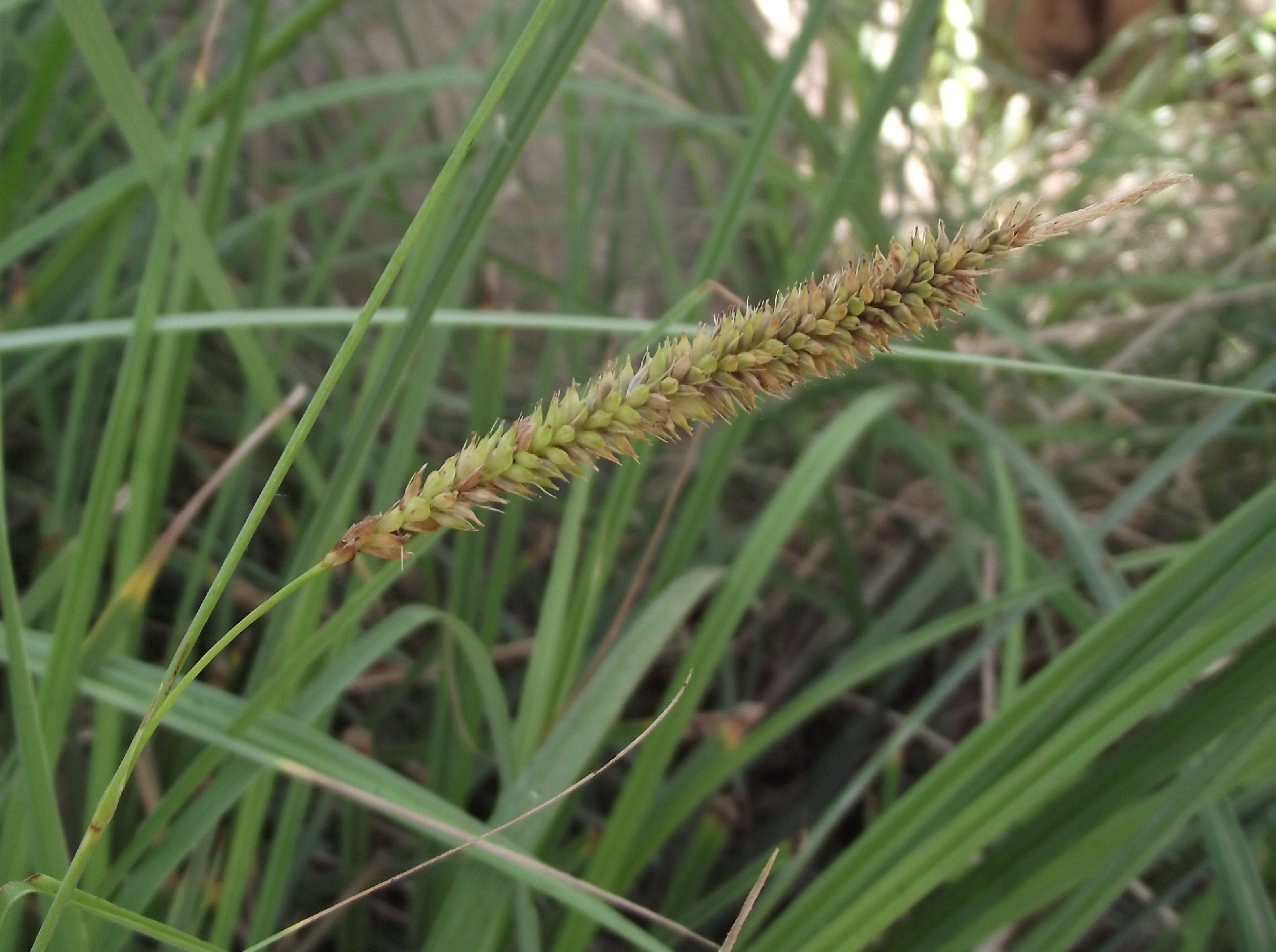
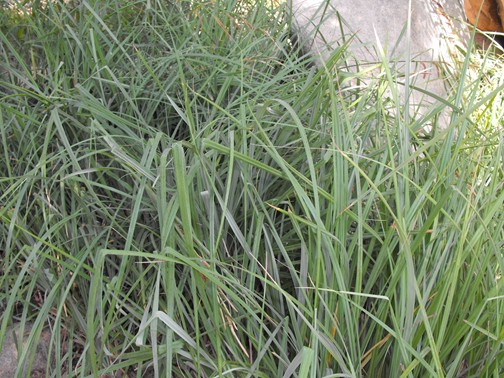